# Mario Scaramella
Mario Scaramella (ur. 1970 w Neapolu) – włoski prawnik
i konsultant w dziedzinie bezpieczeństwa wewnętrznego.  
W latach 1996–2000 był profesorem prawa środowiska naturalnego na uniwersytecie w Bogocie. W latach 2002–2006 był konsultantem Komisji Mitrochina parlamentu włoskiego, która zajmowała się badaniem powiązań czołowych postaci włoskiego życia politycznego z KGB. Potwierdził przed komisją, że 10 stycznia 1970 radziecki okręt podwodny K-8 rozstawił 20 min nuklearnych w Zatoce Neapolitańskiej.
Był bliskim znajomym byłego agenta FSB Aleksandra Litwinienki. Tuż przed ostatnim ze spotkaniem z nim, Litwinienko został napromieniowany izotopem polonu 210, podanym mu w herbacie przez jednego z dwóch agentów FSB, znajomych Litwinienki.